# Данські гроші
«Данські гроші» (або данегельд; давн-англ. danegeld) — данина, поземельний податок у середньовічній Англії, введений 991 року для оплати викупу данським вікінгам. Первинно збирання «данських грошей» було надзвичайним заходом, однак на початку XI століття цей платіж набув характеру загального податку на фінансування організації оборони країни. Після нормандського завоювання Англії практика збирання «данських грошей» була збережена і стала регулярною. У другій половині XII століття стягнення податку стало епізодичним та після 1194 року припинилось. «Данські гроші» вважаються першим прямим податком на Британських островах та одним з перших у Європі.

## Данські гроші у англосаксонський період
Виникнення податку було пов’язано зі скандинавськими вторгненнями на територію Англії наприкінці X століття. У липні 991 року на англійському узбережжі висадилась крупна армія вікінгів, яка, розбивши англосаксонські війська у битві під Малдоном, розграбувала Східну Англію, Ессекс і Кент. Король Етельред Нерозумний був змушений викупити мир у скандинавів ціною сплати 10 тис. фунтів сріблом. Подібні платежі за припинення наскоків вікінгів мали місце й раніше (вперше — у 856 році), однак саме 991 року збирання коштів для виплати суми вперше було організовано у всій країні, виходячи з прибутковості земельних володінь вільного населення Англії. Упродовж наступних двадцяти п’яти років вторгнень данських вікінгів, що не припинялись, збирання викупних грошей набуло відносно регулярного характеру і перетворилось на екстраординарний поземельний податок. 
Аналогічні стягнення для уплати викупу вікінгам існували у IX столітті й у інших областях Європи, на які здійснювали напади скандинави. Сноррі Стурлусон і Рімберт згадують про данину, що виплачувалась шведським варягам населенням Фінляндії та Прибалтики. Королі Франції також періодично стягували кошти для уплати викупу норманам, що розграбовували прибережні області країни. Однак саме в Англії ці платежі набули регулярного характеру і трансформувались на загальнодержавний податок.
Після 1012 року «данські гроші» в Англії почали стягуватись практично щороку й уже не направлялись винятково на виплату викупу. За Канута Великого та його синів зібрані кошти витрачались на утримання армії, в тому числі з найманих норманів, покликаних охороняти рубежі країни від нових атак вікінгів. Частина сум йшла на фінансування будівництва й підтримання боєготовності флоту. Значні кошти також розподілялись між хускерлами, які складали елітні підрозділи англосаксонської армії. Таким чином збирання набуло характеру військового податку й отримало назву херегельда (давн-англ. heregeld — військові гроші). Херегельд залишався одним з найважливіших джерел наповнення казни англосаксонської держави аж до 1051 року, коли цей податок було скасовано Едуардом Сповідником.
За деякими оцінками, загальна сума «данських грошей», стягнена у англосаксонський період, склала близько 60 мільйонів пенсів. Відтік такого обсягу грошових коштів з країни призвело до того, що під час археологічних досліджень на території Данії було знайдено більше монет англосаксонського карбування, ніж на території самої Англії.

## Данські гроші у англонормандський період
Після нормандського завоювання Англії 1066 року стягнення «данських грошей» було відновлено. Король Вільгельм Завойовник перетворив цей збір на регулярний податок, засоби від якого надходили до державної казни і, хоч все ще й призначались для фінансування оборони країни, витрачались монархами Нормандської династії відносно вільно. Хоч не у всіх випадках збирання «данських грошей» збереглись документальні джерела, багато дослідників  вважають, що стягнення податку наприкінці XI — початку XII століття стало практично щорічним. Саме для оцінки суми «данських грошей», яка могла стягуватись із кожного земельного володіння на території Англії, у 1086 році в країні було здійснено перший у Європі загальний поземельний перепис, результати якого були зафіксовані у Книзі Страшного суду. 
Дані про збирання «данських грошей» у англонормандській монархії свідчать про те, що стандартна ставка цього податку становила 2 шилінга з гайди. Однак оскільки стягнення податку регулювалось виключно волею короля і традицією, іноді «данські гроші» збирались у підвищеному розмірі. Так, у 1084 році в умовах загрози скандинавського вторгнення в Англію, Вільгельм Завойовник зібрав податок за ставкою 6 шилінгів з гайди, а у 1096 році Вільгельм II оголосив про збирання 4 шилінгів з гайди. Очевидно також, що у період правління Вільгельма II сума податку була істотно підвищена, а звільнення від нього скорочені, в результаті чого завдяки «данським грошам» королю вдавалось акумулювати до казни значних коштів. Активно застосовував практику стягнення цього податку і Генріх I. Однак вже в епоху Стефана Блуаського, вочевидь, «данські гроші» не стягувались або стягувались вкрай епізодично й на обмеженій території, оскільки для цього періоду не збереглось ніяких документів про збирання податку в Англії.
Під час розрахунку суми, що підлягала сплаті як податко, враховувався не тільки розмір земельного володіння у гайдах, але і його продуктивність, зафіксована у Книзі Страшного суду. Податок стягувався з усіх вільних землевласників королівства. Залежні категорії селянства як у англосаксонський період (гебури, геніти, котсетли), так і після нормандського завоювання (віллани, бордарії, коттарії), «данські гроші» не сплачували — замість цього вони були зобов’язані панщиною та оброчною повинностями своєму сеньйору. Податок стягувався із земель напіввільних категорій населення (наприклад, із сокменів), які переважали у Данелагу. Сплата «данських грошей» була одним з найважливіших критеріїв для визнання особисто вільного статусу землероба.
Коло осіб, звільнених від сплати податку, постійно розширювалось. Окрім залежних категорій населення, «данські гроші» не стягувались із земель королівського домену, володінь шерифів графств і баронів Палати шахової дошки, а також із церковних земель. Із розвитком місцевого самоврядування збільшувалась кількість міст, яким особливими хартіями королів надавалось звільнення від сплати податку. Окрім того, деякі англонормандські барони також домоглись скасування повинності зі сплати податку для їхніх володінь. В результаті, на початку правління Генріха II замість очікуваних 5 000 фунтів, збирання «данських грошей» приносило не більше 3 000.
До середини XII століття регулярність стягнення «данських грошей» почала падати. Як джерело для наповнення державної скарбниці цей податок став витіснятись іншими, ефективнішими з точки зору збирання й акумулювання сум: «щитовими грошима», що стягувались із лицарських ленів, і тальєю, яку сплачували міста й селяни. Після 1162 року стягнення «данських грошей» припинилось. У 1194 році як екстраординарний захід податок було зібрано востаннє Річардом Левине Серце.

## Данські гроші у літературі
У Редьярда Кіплінга є вірш під назвою «Danegeld», тобто, «Данські гроші» .